# Probreviceps rungwensis
Probreviceps rungwensis es una especie de anfibio anuro de la familia Brevicipitidae.

## Distribución geográfica
Esta especie es endémica del este de Tanzania. Habita en:
- el monte Rungwe, a unos 1550 metros sobre el nivel del mar;
- las montañas de Udzungwa, entre los 1050 y 2100 metros sobre el nivel del mar.[5]

## Descripción
El holotipo de Probreviceps rungwensis, de una hembra adulta, mide 58 mm.

## Etimología
El nombre de la especie está compuesto de rungw[e] y del sufijo latino -ensis que significa "que vive, que habita", y le fue dado en referencia al lugar de su descubrimiento, el Monte Rungwe.

## Publicación original
- Loveridge, 1932: New Reptiles and Amphibians from Tanganyika Territory and Kenya Colony. Bulletin of the Museum of Comparative Zoology, vol. 72, p. 374-387[6]